# Šemovec
Šemovec je naselje u Republici Hrvatskoj, u sastavu Općine Trnovec Bartolovečki, Varaždinska županija. 

## Obrazovanje
U naselju Šemovec djeluje Osnovna škola Šemovec.
Škola je osnovana 25.10.1926. godine kao Državna osnovna škola, za prva četiri razreda osnovne škole. Od 1956. godine prerasta u cjelovitu osmogodišnju školu. Od 1957. godine djelovao je i područni odjel škole u Bartolovcu, koji prestaje s radom 1977. godine, kada Osnovna škola Šemovec postaje jedina škola za naselja: Bartolovec, Šemovec, Štefanec, Zamlaku i Žabnik.

## Stanovništvo
Prema popisu stanovništva iz 2001. godine, naselje je imalo 920 stanovnika te 261 obiteljskih kućanstava.
| broj stanovnika | 508   | 522   | 553   | 651   | 679   | 761   | 813   | 834   | 889   | 935   | 915   | 915   | 915   | 961   | 920   | 916   | 825   |
|                 | 1857. | 1869. | 1880. | 1890. | 1900. | 1910. | 1921. | 1931. | 1948. | 1953. | 1961. | 1971. | 1981. | 1991. | 2001. | 2011. | 2021. |